# Thommanon

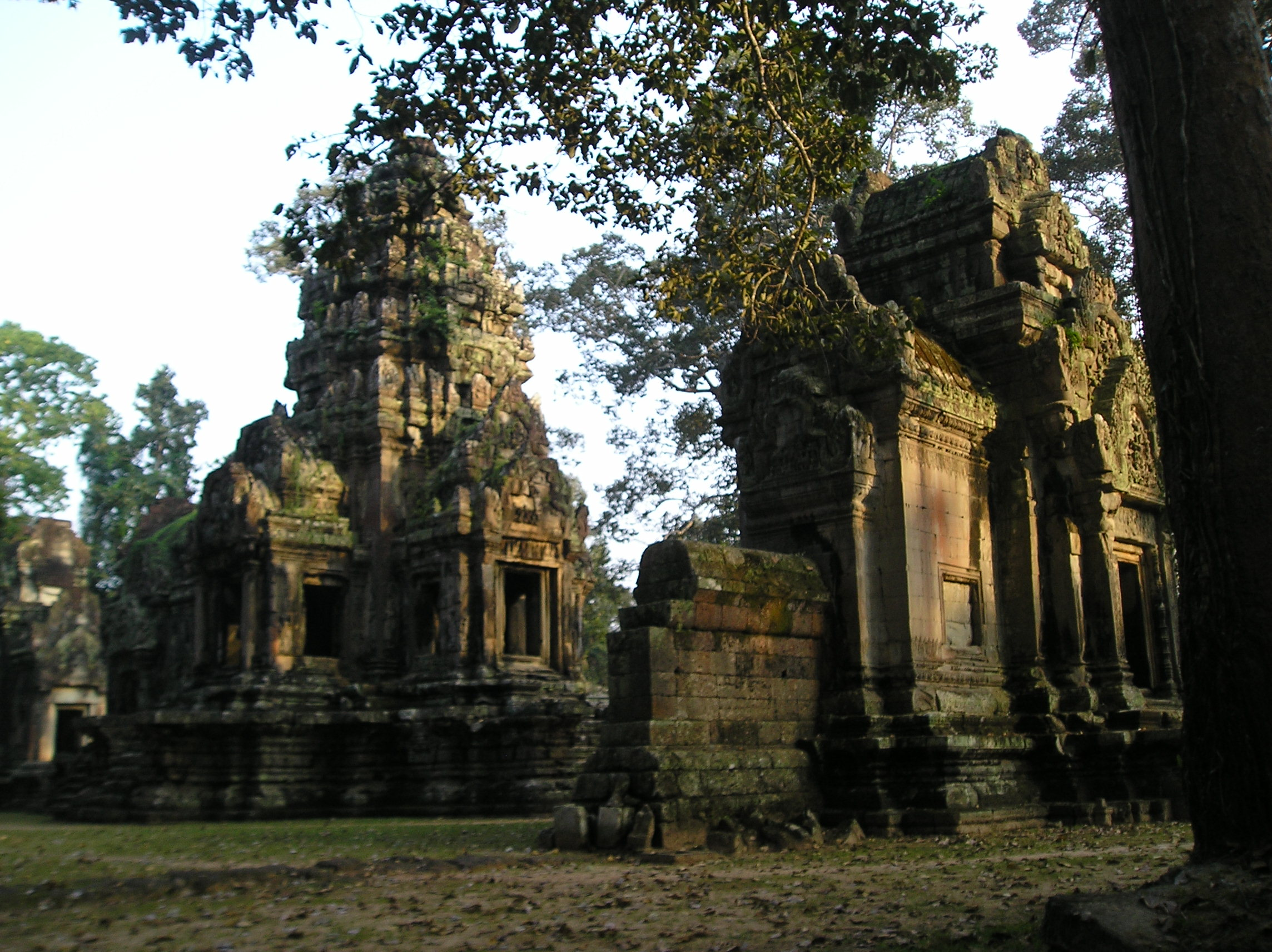
Das zentrale Heiligtum des Thommanon trägt ein Turmdach im Angkor-Wat-Stil; rechts im Bild ist das Westtor zu sehen.

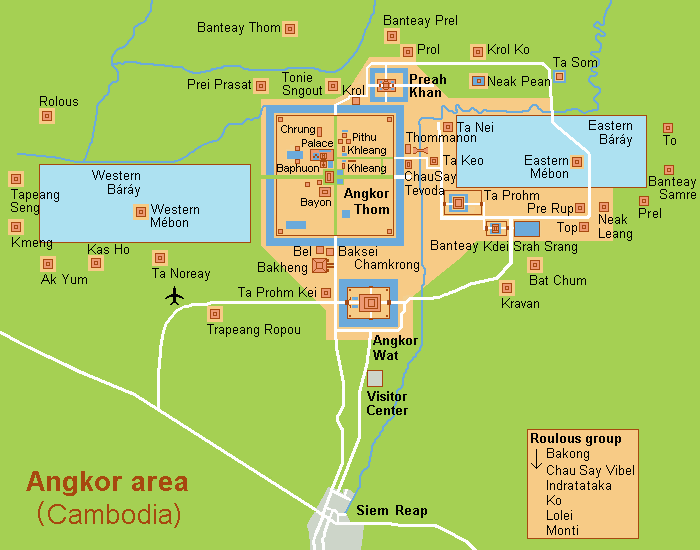
Der Thommanon und der Chau Say Tevoda liegen unmittelbar östlich von Angkor Thom.

Der Thommanon und der Chau Say Tevoda sind zwei kleine, ursprünglich hinduistische Flachtempel in unmittelbarer Nachbarschaft der historischen Stadtanlage Angkor Thom (Kambodscha). Der Name „Thommanon“ ist jünger als der Tempel; er leitet sich her von den Pali-Wörtern dhamma (Gesetz; Lehre; Wirklichkeit) und anantapannya, kurz nanda (endlose Weisheit).

## Geschichte
Wenn man Angkor Thom durch das „Siegestor“ verlässt, liegen der Thommanon und der Chau Say Tevoda wie Zwillinge links und rechts der zum Ta Keo führenden „Siegesallee“. Allerdings stammen Thommanon, Chau Say Tevoda und Siegesallee aus unterschiedlichen Zeiten.
Der Thommanon wurde frühestens Ende des 11., spätestens Mitte des 12. Jahrhunderts erbaut; die stilistische Verwandtschaft zu Angkor Wat ist unverkennbar, also eine Datierung in die Regierungszeit des Khmer-Königs Suryavarman II. (1113–1150) wahrscheinlich. Der Chau Say Tevoda wurde vermutlich ebenfalls unter Suryavarman II. erbaut, aber etwas später als der Thommanon. Die Siegesallee entstand erst um 1200, gleichzeitig mit Angkor Thom.
Im Lauf der Jahrhunderte sind die Umfassungsmauern der beiden Tempel weitgehend verschwunden; da die Siegesallee von Westen nach Osten verläuft und die Hauptzugänge beider Tempel im Osten liegen, sehen Passanten nun direkt auf die Flanken der Anlagen. Während der Thommanon in den 1960er-Jahren komplett restauriert wurde, befindet sich der Chau Say Tevoda in einem vergleichsweise verfallenen Zustand.

## Anlage und Bauschmuck

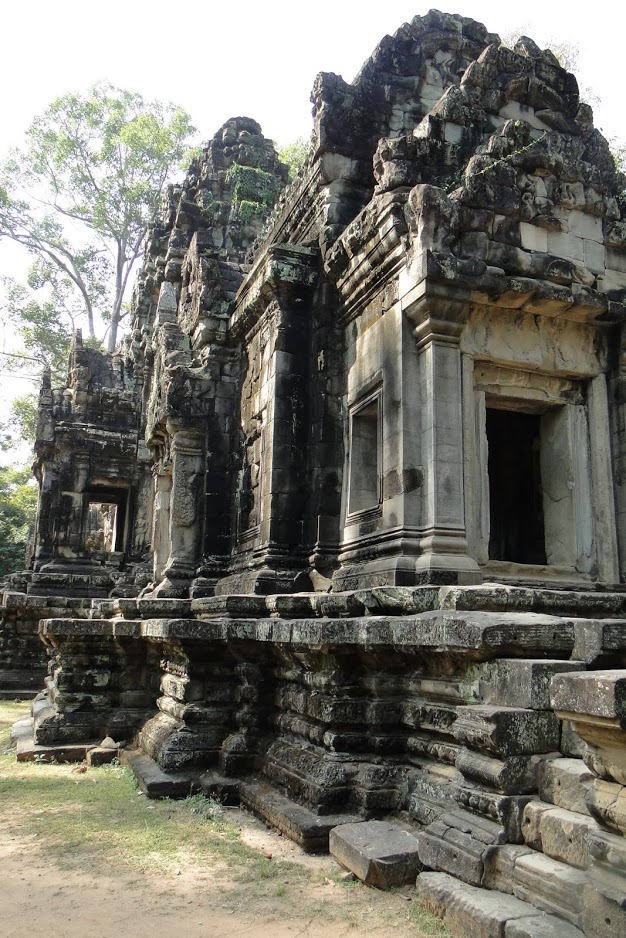
Mandapa und Prasat.

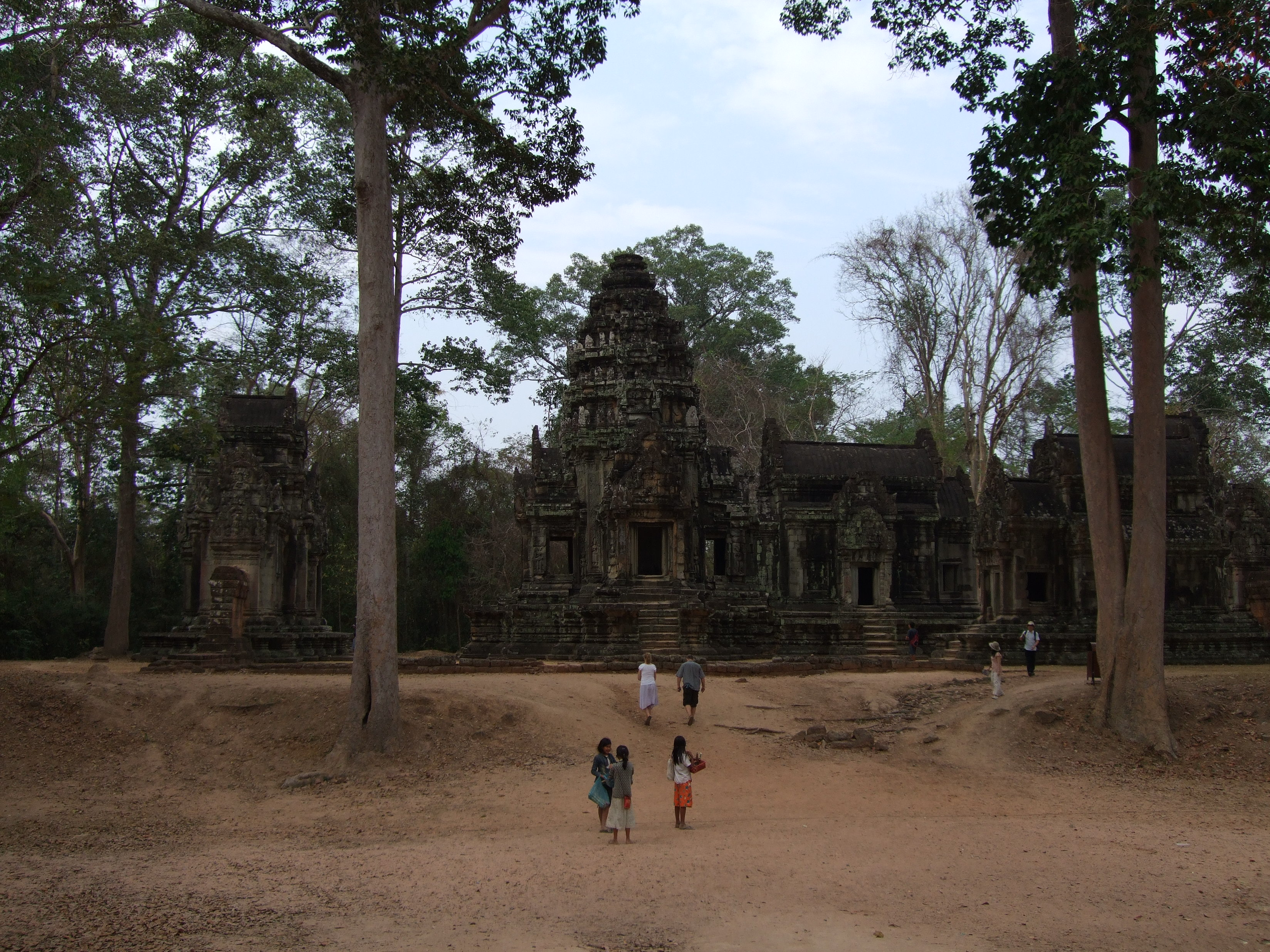
Blick von der Siegesallee auf den Thommanon: Das Gebäude rechts im Bild ist die so genannte Bibliothek, weiter links reihen sich Mandapa, Prasat und Westtor.

Der Thommanon besteht heute im Wesentlichen aus vier Sandstein-Gebäuden, die auf einer etwa 70 m langen Achse von Ost nach West aufgereiht sind: dem östlichen Gopura (Torturm), dem Mandapa (Versammlungshalle), dem Prasat (Tempelturm), schließlich dem westlichen Gopura. Mandapa und Prasat werden durch einen kurzen Antarala (Korridor) miteinander verbunden. Wenige Meter südlich des Mandapa liegt ein fünftes Sandstein-Gebäude, eine so genannte Bibliothek oder Sakristei. Die Reste der Umfassungsmauer bestehen aus Laterit.
Der östliche Gopura besitzt drei Durchgänge und zwei Seitenkammern; Reliefs in den seitlichen Giebeldreiecken stellen Vishnu dar. Der sechs Meter lange und drei Meter breite Mandapa ist mit Scheinziegeln gedeckt, in Sandstein nachgeahmten Dachziegeln, und öffnet sich in die vier Haupthimmelsrichtungen; die besterhaltenen Reliefs befinden sich innen über dem östlichen Zugang (Vishnu auf Garuda) und innen über dem westlichen Zugang (Tod des Valin), außerdem außen über dem südlichen Zugang (Ravana rüttelt am Berg Kailash).
Der Grundriss des Prasat ist kreuzförmig – vier Vorhallen umgeben das innerlich etwa 3 × 3 m messende, von einem Turmdach im Angkor-Wat-Stil gekrönte Heiligtum. Der Zutritt in den zentralen Raum ist nur aus der östlichen Vorhalle möglich, in den anderen Vorhallen stößt man auf außerordentlich fein dekorierte steinerne Scheintüren. Auch die Außenwände des Baus sind reich geschmückt: Die schönen Devata mit ihren zur Seite weisenden Füßen entsprechen denen von Angkor Wat.
Der westliche Gopura hält deutlich Abstand zum Prasat und ist einfacher gehalten als der östliche Gopura. Aber auch hier sind die Reliefs bemerkenswert: In den seitlichen Giebeldreiecken sieht man Shiva als Asketen (Südseite) und das Quirlen des Milchmeers (Nordseite); außen über dem mittleren Durchgang kämpft der auf Garuda reitende Vishnu gegen einen Asura.